# Leonid Brechowskich
Leonid Maksimowicz Brechowskich (ros. Леонид Максимович Бреховских, ur. 23 kwietnia?/6 maja 1917 we wsi Strunkino w guberni wołogodzkiej (obecnie w obwodzie archangielskim), zm. 15 stycznia 2005 w Moskwie) – rosyjski fizyk i oceanograf fizyczny.

## Życiorys
Urodził się w wielodzietnej rodzinie chłopskiej. Po skończeniu w 1929 czterech klas szkoły wyjechał z bratem do Krasnouralska, gdzie do 1934 skończył 8-letnią szkołę, po czym podjął studia na Wydziale Fizyczno-Matematycznym Permskiego Uniwersytetu Państwowego, które ukończył w 1939 z wyróżnieniem i wstąpił na aspiranturę do Instytutu Fizycznego im. Lebiediewa Akademii Nauk ZSRR. W październiku 1941 obronił pracę dyplomową i został kandydatem nauk fizyczno-matematycznych, w 1947 uzyskał stopień doktora, później został wykładowcą i profesorem Moskiewskiego Uniwersytetu Państwowego im. Łomonosowa, od 1953 był członkiem korespondentem Akademii Nauk ZSRR. W latach 1954–1980 pracował w Instytucie Akustycznym Akademii Nauk ZSRR, którego 1954–1964 był dyrektorem, a 1964–1980 kierownikiem jego wydziału, jednocześnie 1966–1969 przewodniczył Radzie Naukowej ds. Akustyki Akademii Nauk ZSRR, w 1968 został akademikiem Akademii Nauk ZSRR. W latach 1969–1991 był akademikiem-sekretarzem Wydziału Oceanologii, Fizyki atmosfery i Geografii Akademii Nauk ZSRR, 1975–1998 kierował katedrą Moskiewskiego Instytutu Fizyczno-Technicznego, w 1980 zorganizował wydział akustyki oceanu w Instytucie Oceanologii Akademii Nauk ZSRR, którym kierował do 1992. Napisał ponad 200 publikacji naukowych na temat akustyki (w tym rozchodzenia się fal dźwiękowych i elektromagnetycznych) i oceanologii. W 1977 został członkiem zagranicznym PAN, a w 1991 członkiem zagranicznym Narodowej Akademii Nauk USA, w 1999 został honorowym członkiem Amerykańskiego Towarzystwa Akustycznego.

## Odznaczenia i nagrody
- Złoty Medal „Sierp i Młot” Bohatera Pracy Socjalistycznej (5 maja 1987)
- Order Lenina (trzykrotnie - 1971, 1975 i 1987)
- Order „Za zasługi dla Ojczyzny” III klasy (1997)
- Order Czerwonego Sztandaru Pracy (1963)
- Nagroda Stalinowska (1951)
- Nagroda Leninowska (1970)
- Nagroda Państwowa ZSRR (1976)
- Medal „Za obronę Moskwy”
- Medal za Ofiarną Pracę w Wielkiej Wojnie Ojczyźnianej 1941–1945

I inne.